# Raymonde Testanière
Raymonde Testanière, känd som Vuissane, arbetade som tjänsteflicka i Comté de Foix under sent 1200-tal och tidigt 1300-tal.  Hon är känd genom nerteckningar i Fournierregistret och Emmanuel Le Roy Laduries Montaillou.  Vuissane arbetade i Belots hushåll åren 1304-1307.  Hon var också Bernard Belots älskarinna och hade två barn med honom. Vuissane skall också ha hoppats på att få gifta sig med Bernard, men han var bara intresserad av en fru från en rikare familj, och gifte sig slutligen med Guillemette Benet. Han nobbade också Vuissance då hon inte trodde på Albigensianism.
Till skillnad från de flesta andra i hushållet trodde inte Vuissane på Albigensianism. Hennes mor, Alazaïs Testanière, var katolik och försökte hålla sin dotter borta från. Familjen  Belot var Cathars och för en tid populärm, vilket förändrades då ledande kättaren Arnaud Vital, som var inneboende i familjen Belots hushåll, försökte våldta henne.
Efter anställningen hos familjen Belot gifte hon sig med Bernard Testanière.